# Запошљавање избеглица
Запошљавање избеглица се односи на запошљавање избеглица. Добијање приступа легално плаћеном послу може бити услов за статус азила или држављанство у земљи домаћину и може се обавити са или без помоћи невладиних организација. У неким специфичним случајевима, избеглице такође могу добити посао од стране невладиних организација док су на путу до намераваног одредишта (тако да раде у земљи између земље намераване дестинације и земље порекла). Ово последње се може десити ако је земља одредишта затворила своје границе за мигранте и ако ни боравак у земљи порекла није опција (односнозбог недостатка економских могућности, утицаја климатских промена или несигурности у земљи порекла).

## Интеграција избегличке радне снаге
Избеглице се често суочавају са недовољном запосленошћу, незапосленошћу и запошљавањем у неформалној економији. У том смислу, многи истраживачи и практичари позивају не само на једноставно запошљавање избеглица, већ и на успешну интеграцију избегличке радне снаге. Под интеграцијом избегличке радне снаге подразумева се процес у коме се избеглице укључују у економске активности (запошљавање или самозапошљавање), које су сразмерне професионалним циљевима и претходним квалификацијама и искуством појединца и пружају адекватну економску сигурност и изгледе за напредовање у каријери.

## Регулативе о запошљавању избеглица
Конвенцију о статусу избеглица потписало је 145 земаља. У земљама које су потписале Конвенцију о статусу избеглица, избеглице имају право на радни однос према Поглављу 3. Три члана у Поглављу 3 односе се на запошљавање избеглица.
Разне земље такође могу имати додатне услове или законе за добијање запослења. Избеглицама и даље може бити тешко да добију легалан посао чак и у земљама које су потписале конвенцију.
Појединци обично морају да имају статус избеглице пре него што им се дозволи да се запосле. Земље обично имају сопствене процесе азила за давање статуса избеглице. У САД то значи добијање одобрења од стране Програма за пријем избеглица Сједињених Држава. У неколико земаља статус избеглице одређује УНХЦР.
Неке земље попут Велике Британије, Аустралије, Канаде, Чилеа, Грчке, Мексика, Норвешке и Шведске такође дозвољавају тражиоцима азила да добију приступ запослењу пре него што добију статус избеглице ако испуњавају одређене услове. Друге земље, као што је Немачка, такође дозвољавају појединцима чији су захтеви за избеглице одбијени, али нису у могућности да се врате кући да добију легалан посао.
Неке земље попут Малезије које нису потписнице Конвенције о статусу избеглица показале су спремност да дозволе запошљавање избеглица. Међутим, у већини земаља које нису потписнице Конвенције о статусу избеглица, а посебно у земљама у развоју, избеглицама није дозвољено да раде легално. Многе избеглице у овим земљама и даље раде, али то раде у неформалној економији.

## Аргументи

### Накнаде за запошљавање избеглица
Запошљавање избеглица се сматра једним од начина да се помогне избеглицама да се интегришу у земљу домаћина. Запошљавање помаже да се повећа самопоуздање избеглице и зависност од социјалних услуга. Запошљавање би такође помогло да се повећа приступ другим основним услугама као што су здравствена заштита и образовање. То би довело до побољшања животног стандарда.
Запошљавање избеглица може користити и предузећима. Избеглице обично имају нижу стопу флуктуације од локалног становништва и помаже у смањењу пословних трошкова поновног запошљавања.
Земља домаћин обично такође има користи јер избеглице добијају легално запослење, што помаже у развоју привреде и повећању пореске основице. Студије су процениле да је утицај легализације запошљавања имиграната на економски раст САД 0,8% или око 15,2 милијарде долара годишње. Слична студија у Малезији процењује да ће утицај легализације запошљавања за избеглице бити раст БДП-а од 3 милијарде РМ до 2024. и повећање пореских прихода од 50 милиона РМ. То се дешава кроз различите механизме, укључујући повећану потрошњу од стране избеглица које имају побољшане приходе.
Сходно томе, очекује се и да ће раст привреде отворити нова радна места, посебно због тога што избеглице имају тенденцију да попуњавају послове ниже тржишнењ вредности, што су често и послови које локално становништво избегава у развијеним земљама. Ово чини предузећа продуктивнијима и ствара раст индустрије. Такође подстиче локално становништво да се специјализује и унапреди на послове веће вредности. Тамо где је избеглицама дозвољено да започну посао, оне такође отварају радна места која запошљавају локално становништво.
Послодавци такође могу оклевати да запосле избеглице јер им нису јасни закони о запошљавању избеглица у њиховим земљама и сходно томе заузимају конзервативан приступ да не запошљавају избеглице. Други изазови укључују недостатак јасноће у погледу трајања боравка избеглица и неусклађеност вештина послодавца и избеглица.
Предузећа често такође не виде пословни случај за запошљавање избеглица. Многи гледају на запошљавање избеглица као на обавезу друштвено одговорног пословања, а не као на корист пословања.